# François Willème

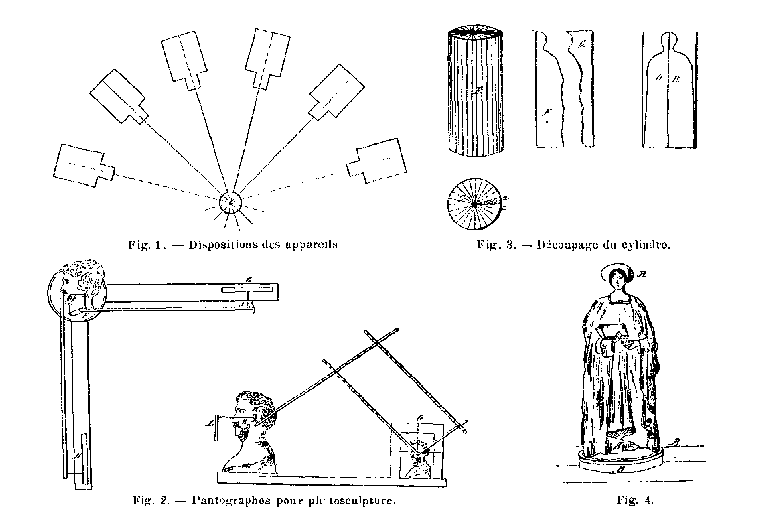
Schemă explicativă a tehnicii fotosculpturii.

François Willème (n. 27 mai 1830, Sedan, Champagne-Ardenne, Franța – d. 31 ianuarie 1905, Roubaix, Nord-Pas-de-Calais, Franța) a fost un pictor, fotograf și sculptor⁠(d) francez, inventatorul fotosculpturii⁠(d) în anii aprox. 1859-1860.

### Posteritate

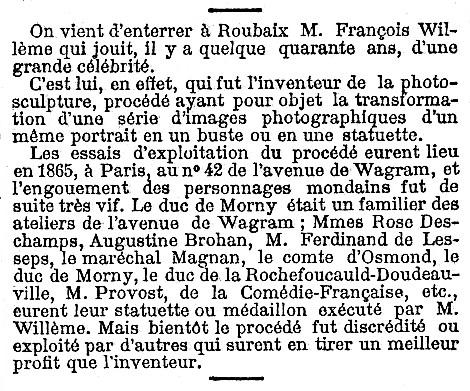
Le Temps, 6 Februarie 1905.

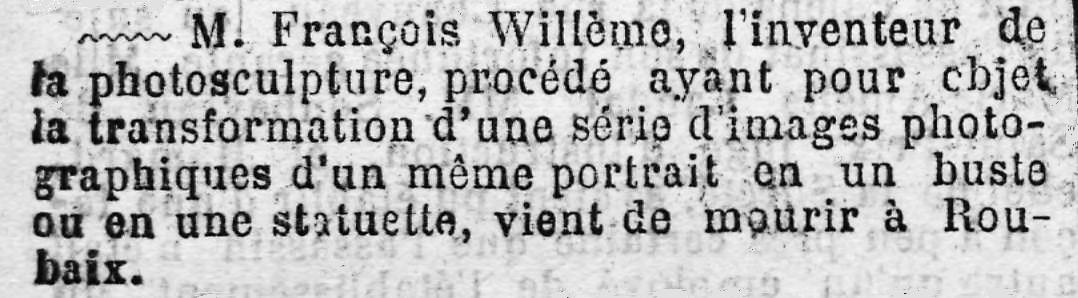
Le Rappel, 7 Februarie 1905.

În 1899, L. P. Clerc, în Știința franceză recunoaște că fotosculptura este 
„tentativa cea mai veche”
 pentru a 
„obține o imagine în relief sculptural, ronde bosse ou basorelief a modelului viu, prin utilizarea de metode fotografice”
, dar că ea 
„a eșuat ca urmare a complicației sale incredibile ”
. Și îi opune o tehnică nouă, în opinia sa mult mai simplă și ușor de utilizat, inventată de fotograful Lernac și dezvoltat de Nadar : fotosteria⁠(d). 
După ce a cunoscut celebritatea, opera lui François Willème este ulterior uitată. Necrologul său în 1905, în Le Rappel⁠(d), o reduce la o tehnică privind doar portrete în busturi și statuete. Un articol al ziarului Le Temps, din 21 ianuarie 1909, vorbind de un nou procedeu de fotosculptură, îl evocă ca pe o perfectă noutate. Și ignoră invenția lui François Willème.
La 23 mai 1924, Gabriel Cromer⁠(d) prezintă la Societatea franceză de fotografie⁠(d) o comunicare intitulată François Willème, inventator al fotosculpturii.

### Articole conexe
- Photosculpture
- Photosterie⁠(d)